# 心電感應 (SNH48迷你專輯)
《心電感應》是中国偶像组合SNH48的第四张EP，於2014年3月12日於SNH48線上商城開始預售，並在開售5分钟內售出2万张。

## 簡介
本EP與以往三張单曲的形象有相當大的不同，成员在本单曲中尝试了新的元素，塑造出叛逆的一面，而收录的单曲则透露出70年代的摇滚怀旧氛围。
本张EP五首曲目均为AKB48歌曲的中文翻唱。

## 收录曲目
| CD       | CD                                                     | CD       | CD           | CD       | CD                       | CD    |
| 曲序     | 曲目                                                   | 作曲     | 编曲         | 演唱者   | 备注                     | 时长  |
| -------- | ------------------------------------------------------ | -------- | ------------ | -------- | ------------------------ | ----- |
| 1.       | 心电感应（原曲：《真心電流》（ハート・エレキ））                     | 丸谷学   | 增田武史     | 选拔組   | 原词：秋元康 原唱：AKB48 | 4:59  |
| 2.       | 神魂颠倒（原曲：《這一次一定要心醉神迷》（今度こそエクスタシー））         | 井上义正 | 井上义正     | Team SII | 原词：秋元康 原唱：AKB48 | 3:16  |
| 3.       | 爱的意义（原曲：《想了一下愛的定義》（愛の意味を考えてみた））             | 小川耕太 | 野中MASA雄一 | Team NII | 原词：秋元康 原唱：AKB48 | 3:05  |
| 4.       | 日升日落（《魔晶猎人》片尾曲，原曲：《零和太陽》（ゼロサム太陽）） | 俊龙     | Sizuk        | Team SII | 原词：秋元康 原唱：AKB48 | 4:16  |
| 5.       | 黑白格子裙（原曲：《格子花紋》（ギンガムチェック））                   | 板垣佑介 | 板垣佑介     | Team SII | 原词：秋元康 原唱：AKB48 | 5:25  |
| 总时长： | 总时长：                                               | 总时长： | 总时长：     | 总时长： | 总时长：                 | 21:01 |

| DVD  | DVD                             |
| 曲序 | 曲目                            |
| ---- | ------------------------------- |
| 1.   | 心电感应（《118红白对决》LIVE） |
| 2.   | 神魂颠倒（《118红白对决》LIVE） |
| 3.   | 爱的意义（《118红白对决》LIVE） |
| 4.   | 日升日落（《118红白对决》LIVE） |

特典
- 生写真（乐队主题生写32张随机封入一张）[6]
- 心電感應发售纪念握手会活动现场握手券1张[4]
- 根据下单和付款的顺序，官方销售第10张唱片将赠送摄影券一张，销售第20张唱片将赠送签名券一张，以此类推，「多買多送」[3]

## 選拔成員

### 心電感應
（Center：陳觀慧）
- Team SII：陳觀慧、陳思、戴萌、蔣芸、孔肖吟、李宇琪、莫寒、錢蓓婷、邱欣怡、孫芮、溫晶婕、吳哲晗、徐晨辰、許佳琪、赵嘉敏、張語格

陳觀慧首次擔任選拔Center。

### 神魂顛倒
（Center：陳觀慧）
- Team SII：陳觀慧、陳思、戴萌、蔣芸、孔肖吟、李宇琪、莫寒、錢蓓婷、邱欣怡、孫芮、溫晶婕、吳哲晗、徐晨辰、許佳琪、赵嘉敏、張語格

### 愛的意義
（Center：万麗娜）
- Team NII：陳佳瑩、董豔芸、馮薪朵、龔詩淇、黃婷婷、鞠婧禕、林思意、陸婷、羅蘭、孟玥、唐安琪、萬麗娜、徐言雨、易嘉愛、曾艷芬、趙粵

### 日升日落
（Center：莫寒）
- Team SII：陳觀慧、陳思、戴萌、蔣芸、孔肖吟、李宇琪、莫寒、錢蓓婷、邱欣怡、孫芮、溫晶婕、吳哲晗、徐晨辰、許佳琪、赵嘉敏、張語格

### 黑白格子裙
（Center：陳思）
- Team SII：陳觀慧、陳思、戴萌、蔣芸、孔肖吟、李宇琪、莫寒、錢蓓婷、邱欣怡、孫芮、溫晶婕、吳哲晗、徐晨辰、許佳琪、赵嘉敏、張語格